# Ansel Elgort
Ansel Elgort, występujący także jako Ansølo (ur. 14 marca 1994 w Nowym Jorku) − amerykański aktor, piosenkarz, DJ i producent muzyczny.
Zadebiutował jako aktor w filmie Carrie (2013). Zwrócił na siebie znaczną uwagę krytyków występem u boku Shailene Woodley w dwóch udanych filmach skierowanych do młodzieży – Niezgodna (2014) i Gwiazd naszych wina (2014). Za rolę w komedii sensacyjnej Baby Driver (2017) był nominowany do Złotego Globu dla najlepszego aktora w filmie komediowym lub musicalu.

## Życiorys

### Wczesne lata
Urodził się w Nowym Jorku, jest synem Grethe Barrett Holby, dyrektorki opery, i Arthura Elgorta, fotografa mody pracującego dla magazynu „Vogue”. Jego ojciec miał pochodzenie żydowskie i rosyjskie, a jego matka miała korzenie angielskie, niemieckie i norweskie. Jego babka ze strony matki, Aase-Grethe, była Norweżką, działała w norweskim ruchu oporu podczas II wojny światowej i ratowała żydowskie dzieci, przenosząc je do neutralnej Szwecji. Została za to umieszczona w obozie koncentracyjnym. Ansel wychowywał się ze starszym bratem Warrenem, montażystą filmowym, i starszą siostrą Sophie, fotografką. W 1997 wraz z dwojgiem rodzeństwa pojawił się w książce fotograficznej swojego ojca Camera Ready: How to Shoot Your Kids.
Gdy miał dziewięć lat, matka zabrała go na próbę do Szkoły Baletu Amerykańskiego, gdzie uczęszczał przez pięć lat i wystąpił w Dziadku do orzechów. Ukończył Fiorello H. LaGuardia High School. Spędził siedem lat na obozie artystycznym dla młodych ludzi organizowanym przez centrum szkoleniowe sztuk widowiskowych Stagedoor Manor w Catskill. Lekcje aktorstwa zaczął brać w wieku 12 lat. Wystąpił w szkolnych musicalach: Lakier do włosów i Faceci i laleczki. W 2009 pojawił się w magazynie „Teen Vogue” z Moniką Jagaciak w publikacji sfotografowanej przez jego ojca.

### Kariera aktorska

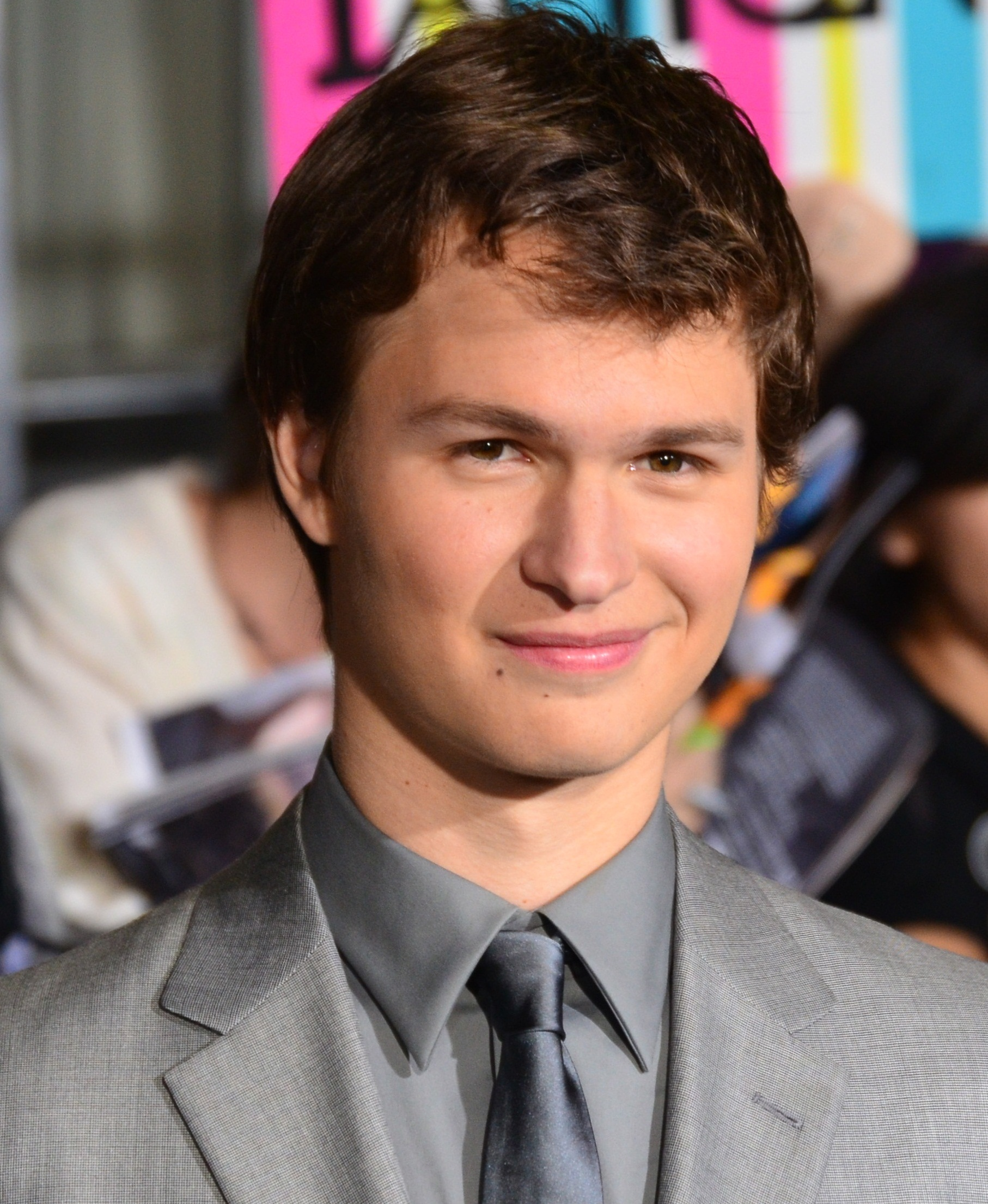
Ansel Elgort (2014)

W 2006 użyczył swojego głosu młodemu Robertowi Lincolnowi w produkcji off-Broadwayowskiej Asylum: The Strange Case of Mary Lincoln. Karierę profesjonalnego aktora rozpoczął w 2012 rolą Caleba Farleya w off-Broadwayowskiej sztuce Matta Charmana Żal (Regrets) z Alexis Bledel. Po debiucie na scenie został obsadzony jako Tommy Ross, nieszczęsny partner Carrie w remake’u Carrie (2013). Następnie zagrał Caleba Priora, brata głównej bohaterki Beatrice (Shailene Woodley) w przygodowym filmie fantastycznonaukowym Neila Burgera Niezgodna (2014). Wraz z Woodley natychmiast został ponownie obsadzony w Serii Niezgodna: Wiernej (2016), a nieco wcześniej w filmowej adaptacji powieści Johna Greena Gwiazd naszych wina (2014). Elgort wystąpił jako Augustus „Gus” Waters.
Jason Reitman zaangażował go do roli Tima Mooneya w komediodramacie Uwiązani (Men, Women & Children, 2014). 23 czerwca 2014 ogłoszono, że Elgort został obsadzony w tytułowej roli w filmie o pianiście Van Cliburnie, zwycięzcy pierwszego Międzynarodowego Konkursu Muzycznego im. Piotra Czajkowskiego (1958), jednak ostatecznie nie doszło do realizacji. Po krótkim epizodzie w komediodramacie Papierowe miasta (2015), partym na powieści Johna Greena, Elgort zagrał w komedii sensacyjnej Baby Driver (2017) jako kierowca Miles „Baby”, mający obsesję na punkcie muzyki.

### Działalność muzyczna
Pod nazwą „Ansølo” stworzył konto w serwisie SoundCloud, na którym publikuje elektroniczną muzykę taneczną oraz dodaje zremiksowane utwory, takie jak „Born to Die” Lany del Rey.
W lutym 2014 podczas livestreamu ogłosił, że podpisał kontrakt z nową wytwórnią Toma Staara, Staar Traxx. 21 kwietnia 2014 wydał swój pierwszy autorski utwór „Unite”. W 2016 zadebiutował z albumem Home Alone.
Jego singel „Supernova” z 2018 uzyskał w sierpniu 2021 status złotej płyty w Polsce.

## Filmografia
| Rok  | Tytuł filmu         | Rola               |
| ---- | ------------------- | ------------------ |
| 2013 | Carrie              | Tommy Ross         |
| 2014 | Gwiazd naszych wina | Augustus Waters    |
| 2014 | Niezgodna           | Caleb Prior        |
| 2014 | Uwiązani            | Tim Mooney         |
| 2015 | Zbuntowana          | Caleb Prior        |
| 2015 | Papierowe miasta    | Mason (rola cameo) |
| 2016 | Wierna              | Caleb Prior        |
| 2017 | Baby Driver         | Baby               |
| 2017 | Jesienni zabójcy    | Addison Schacht    |
| 2018 | Jonathan            | Jonathan           |
| 2018 | Klub miliarderów    | Joe Hunt           |
| 2019 | Szczygieł           | Theodore Decker    |
| 2021 | West Side Story     | Tony               |